# Anna Maria Gesina Bosscha
Anna Maria Gesina Bosscha (Deventer 17 juni 1826 – Twello 26 december 1914) was een Nederlands schrijfster. 

## Levensloop
Bosscha was een dochter van de Nederduits gereformeerde hoogleraar Petrus (Pieter) Bosscha (1789-1871) en de doopsgezinde Elisabeth van de Schaft (1792-1879). Ze groeide op in een gezin van zes kinderen en woonde op de Stroomarkt in Deventer. Haar vader was hoogleraar letterkunde en geschiedenis aan het Atheneum in Deventer. De ongehuwd gebleven Bosscha bleef net als haar schrijvende zus Henriette Frederica Bosscha lang thuis wonen. Later zouden beiden verhuizen naar Twello. 
Onder het pseudoniem Anna Marie schreef zij in 1873 de novelle Een kerstsprookje. Ook werkte zij mee aan het vrouwenblad Onze Roeping (1870-1873) dat was opgericht door Betsy Perk.